# اموزشگاه اخلاق و فناوری های نوظهور
مؤسسه اخلاق و فناوری‌های نوظهور (IEET) یک اتاق فکر فن‌آور است که به دنبال «ترویج ایده‌هایی در مورد اینکه چگونه پیشرفت فناوری می‌تواند آزادی، شادی و شکوفایی انسان را در جوامع دموکراتیک افزایش دهد» است. در سال 2004 به عنوان یک سازمان غیرانتفاعی 501(c)(3) توسط فیلسوف نیک بوستروم و اخلاق زیستی جیمز هیوز در ایالات متحده ثبت شد.
اتاق فکر تلاش می‌کند تا بر توسعه سیاست‌های عمومی تأثیر بگذارد که منافع را توزیع کرده و خطرات تغییرات فناوری را کاهش دهد. از این اتاق فکر به عنوان "یکی از گروه‌های مهم" در جنبش ترانس‌انسانیسم یاد شده است و به عنوان یکی از گروه‌های ترانس‌انسانیستی که "نقش قوی در عرصه آکادمیک دارند" شناخته می‌شود.
IEET با سازمان Humanity Plus همکاری می‌کند (که همچنین توسط بوستروم و هیوز تأسیس و مدیریت شده و قبلاً به عنوان انجمن جهانی ترانس‌انسانیسم شناخته می‌شد)، این سازمان بین‌المللی غیر دولتی مأموریت مشابهی دارد اما رویکرد آن بیشتر فعالانه است تا آکادمیک. تعدادی از متفکران تکنوپروگرسیو به عنوان اعضای IEET انتخاب می‌شوند. افرادی که این انتصابات را با IEET پذیرفته‌اند، از مأموریت مؤسسه حمایت می‌کنند، اما نظرات گسترده‌ای درباره فناوری‌های نوظهور دارند و همه خود را به عنوان ترانس‌انسانیست نمی‌شناسند. در اوایل اکتبر ۲۰۱۲، کریس نوتارو پس از استعفای مدیر اجرایی قبلی، هنک پلیسیه، به عنوان مدیر اجرایی IEET منصوب شد. در آوریل ۲۰۱۶، استیون آمبرلو به عنوان مدیر اجرایی IEET منصوب شد. مارچلو رینیسی مدیر ارشد فناوری IEET است.

## فعالیت ها
انتشارات
ویرایش
مؤسسه نشریه‌ای به نام "ژورنال اخلاق و فناوری‌های نوظهور" (JEET) منتشر می‌کند که قبلاً با عنوان "ژورنال تکامل و فناوری" (JET) شناخته می‌شد. این ژورنال علمی با داوری همتا است. JET در سال ۱۹۹۸ به عنوان "ژورنال ترانس‌انسانیسم" تأسیس شد و در سال ۲۰۰۴ به نام کنونی خود تغییر یافت. سردبیر ارشد آن مارک واکر است. این ژورنال به تحقیقات آینده‌شناسی در زمینه‌های پیشرفت‌های بلندمدت در علم، فناوری و فلسفه می‌پردازد که "بسیاری از ژورنال‌های مرسوم به دلیل بیش از حد فرضی، رادیکال یا میان‌رشته‌ای بودن از آن‌ها دوری می‌کنند." این مؤسسه همچنین یک وبلاگ فناوری و اخلاق دارد که توسط نویسندگان مختلف پشتیبانی می‌شود.
برنامه‌ها
ویرایش
در سال ۲۰۰۶، IEET فعالیت‌های زیر را راه‌اندازی کرد:
تضمین آینده: شناسایی و حمایت از راه‌حل‌های جهانی برای تهدیدات آینده تمدن.
حقوق فرد: کمپینی برای تعمیق و گسترش مفهوم حقوق بشر.
زندگی‌های طولانی‌تر و بهتر: طرحی برای زندگی‌های طولانی‌تر و سالم‌تر، پرداختن به اعتراضات به تمدید عمر، چالش نگرش‌های سن‌گرایانه و توانایی‌گرایانه که از استفاده کامل از فناوری سلامت جلوگیری می‌کنند.
تصور آینده: جمع‌آوری تصاویری از پسامعنویت و هوش غیرانسانی، مثبت، منفی و بی‌طرف، مثلاً در داستان‌های علمی و فرهنگ عامه؛ تعامل با منتقدان فرهنگی، هنرمندان، نویسندگان و فیلم‌سازان در بررسی درس‌هایی که از این‌ها می‌توان آموخت.
از آن زمان، مؤسسه تحقیقات خود را از این برنامه‌ها به سمت تحقیقات درباره تأثیرات سیاستی ارتقای انسانی و دیگر فناوری‌های نوظهور تغییر داده است. از آن زمان، این مؤسسه با مرکز اخلاق کاربردی دانشگاه ماساچوست بوستون همکاری کرده تا بر دو برنامه خاص تمرکز کند:
هوش مصنوعی و آینده کار، دموکراسی و درگیری
سایبورگ‌ها و ارتقای انسانی
کنفرانس‌ها
ویرایش
در اواخر ماه می ۲۰۰۶، IEET کنفرانس فناوری‌های ارتقای انسانی و حقوق بشر را در دانشکده حقوق دانشگاه استنفورد در استنفورد، کالیفرنیا برگزار کرد. IEET همراه با دیگر سازمان‌های مترقی در دسامبر ۲۰۱۳ کنفرانسی در دانشگاه ییل برگزار کرد که در آن به مسئله اعطای حقوق "شخصیت" به گونه‌های مختلف پرداخته شد. اعضای مؤسسه در کنفرانس‌ها و رویدادهای مختلف، از جمله مؤسسه مفاهیم پیشرفته ناسا و انجمن پیشرفت علم آمریکا، نمایندگی می‌کنند. در سال ۲۰۱۴، IEET پنج کنفرانس را هدایت یا مشترکاً حمایت کرد که شامل: کنفرانس "تکامل اروس: آینده عشق، جنسیت، ازدواج و زیبایی" در آوریل در پیدمونت، کالیفرنیا، و کنفرانس "خطرات جهانی وجودی و آینده‌های رادیکال" در ژوئن در پیدمونت، کالیفرنیا.
1. ↑  https://ieet.org/index.php/IEET2/about
2. ↑  Tamar Sharon, Human Nature in an Age of Biotechnology: The Case for Mediated Posthumanism (2013), p. 26.
3. ↑  Bailey, Ronald (2006-06-02). "The Right to Human Enhancement: And also uplifting animals and the rapture of the nerds". Archived from the original on 2009-09-03.
4. ↑  Max More, Natasha Vita-More, The Transhumanist Reader: Classical and Contemporary Essays on the Science, Technology, and Philosophy of the Human Future (2013), pt. II.
5. ↑  "Marcelo Rinesi". ieet.org. Retrieved 2020-09-25.